# Osvaldo Batocletti
Osvaldo Batocletti (* 22. Januar oder 27. Januar 1950 in San Nicolás, Buenos Aires; † 17. Mai 2019) war ein argentinischer Fußballspieler auf der Position eines Verteidigers, der nach seiner aktiven Laufbahn im Zeitraum von 1998 bis 2005 eine Tätigkeit als Fußballtrainer ausübte.

## Karriere

### Als Spieler
Seine ersten Profijahre verbrachte Batocletti beim Racing Club. Nach zwei kurzfristigen Zwischenstationen beim CA Lanús und bei Unión de Santa Fe wurde er 1974 vom mexikanischen Erstligisten León FC verpflichtet, bei dem er bis 1977 unter Vertrag stand. Anschließend wechselte er zum Ligakonkurrenten UANL Tigres, bei dem er die erfolgreichste Zeit seiner Spielerkarriere verbrachte und am Saisonende 1977/78 auf Anhieb die Meisterschaft gewann. Vier Jahre später wurde Batocletti am Saisonende 1981/82 noch einmal Meister mit den Tigres.

### Als Trainer
Nach seiner aktiven Laufbahn begann Batocletti eine Tätigkeit als Trainer und war unter anderem dreimal als Cheftrainer bei den Tigres im Einsatz, wobei er dort das erste Mal bereits im Mai 1980 als Interims- und Spielertrainer tätig war.

## Erfolge
- Mexikanischer Meister 1978, 1982